# Catocala puerpera
Catocala puerpera ist ein Schmetterling (Nachtfalter) aus der Familie der Eulenfalter (Noctuidae).

## Merkmale

### Falter
Die Falter erreichen eine Flügelspannweite von 55 bis 70 Millimetern. Damit zählen sie zu den mittelgroßen Arten innerhalb der Gattung der Ordensbänder (Catocala). Die Vorderflügel sind gelbbraun bis graubraun gefärbt. Sowohl innere als auch äußere Querlinie heben sich sehr deutlich hervor. Im Saumbereich sind einige kleine schwarzbraune Punkte zu erkennen. Die Hinterflügel sind orangerot, zuweilen gelbrot getönt und haben eine breite schwarze Saumbinde sowie eine wenig gewellte, schwarze Mittelbinde. Diese Mittelbinde reicht nicht bis zum Innenrand. Auffällig ist ein hellroter Fleck am Apex der Hinterflügel sowie eine ebenso gefärbte Ausbuchtung am Tomus.

### Ei, Raupe, Puppe
Das halbkugelige Ei ist weißgelb gefärbt und besitzt etwa zwanzig kräftige Längsrippen.
Erwachsene Raupen sind durch eine weißgraue bis schwarzbraune Farbe gekennzeichnet, haben einen breiten, dunklen, häufig unterbrochenen Rückenstreifen sowie wellige Seitenstreifen. Am achten Segment fehlt ein Querwust, am elften Segment sind zwei schwarze Querflecke erkennbar.
Die sehr schlanke Puppe zeigt am Kremaster eine lange, am Ende geteilte Borste.

### Ähnliche Arten
Eine gewisse Ähnlichkeit besteht zu Catocala orientalis, die früher als Unterart betrachtet wurde und die an der wesentlich kleineren Flügelspannweite von 44 bis 52 Millimetern zu unterscheiden ist. Die Vorderflügelzeichnung von Catocala puerpera ähnelt auch derjenigen von Catocala neonympha. Diese Art unterscheidet sich durch die stets gelbe Grundfärbung der Hinterflügel. Eine Verwechslungsgefahr zum Pappelkarmin (Catocala elocata) besteht nicht, da dieser mit einer Flügelspannweite von 80 bis 86 Millimetern wesentlich größer ist.

## Geographische Verbreitung
Die Art ist von Südeuropa bis Südrussland verbreitet. Außerdem gibt es Vorkommen in Nordafrika, Kleinasien, Tibet sowie dem Altaigebiet bis in die Volksrepublik China. In den Südalpen steigt sie bis auf eine Höhe von 1200 Metern.
In Österreich sehr lokal, bisher nur in Kärnten und im Osten von Oberösterreich bis ins Burgenland gefunden.

## Lebensweise
Hauptflugzeit der Falter sind die Monate Juli bis Oktober. Nachts fliegen sie gelegentlich künstliche Lichtquellen sowie gerne auch ausgelegte Köder an. Die Raupen ernähren sich bevorzugt von den Blättern verschiedener Pappel- (Populus) oder Weidenarten. Sie entwickeln sich zwischen Mai und August. Überwinterungsstadium ist das Ei.